# Tommy Breen
Thomas Breen, detto Tommy (Drogheda, 27 aprile 1912 – Belfast, 1º marzo 1988), è stato un calciatore irlandese, di ruolo portiere, che ha militato sia nella nazionale dell'Irlanda Unita sia in quella della Repubblica d'Irlanda.

## Palmarès
- Irish League: 7

Belfast Celtic: 1932/33, 1935/36, 1936/37, 1939/40, 1940/41, 1941/42, 1943/44
- Irish Cup: 3

Belfast Celtic: 1941
Linfield: 1945, 1946

## Statistiche

### Cronologia presenze e reti in Nazionale
| Cronologia completa delle presenze e delle reti in nazionale ― Irlanda | Cronologia completa delle presenze e delle reti in nazionale ― Irlanda | Cronologia completa delle presenze e delle reti in nazionale ― Irlanda | Cronologia completa delle presenze e delle reti in nazionale ― Irlanda | Cronologia completa delle presenze e delle reti in nazionale ― Irlanda | Cronologia completa delle presenze e delle reti in nazionale ― Irlanda | Cronologia completa delle presenze e delle reti in nazionale ― Irlanda | Cronologia completa delle presenze e delle reti in nazionale ― Irlanda |
| Data                                                                   | Città                                                                  | In casa                                                                | Risultato                                                              | Ospiti                                                                 | Competizione                                                           | Reti                                                                   | Note                                                                   |
| ---------------------------------------------------------------------- | ---------------------------------------------------------------------- | ---------------------------------------------------------------------- | ---------------------------------------------------------------------- | ---------------------------------------------------------------------- | ---------------------------------------------------------------------- | ---------------------------------------------------------------------- | ---------------------------------------------------------------------- |
| 06/02/1935                                                             | Liverpool                                                              | Inghilterra                                                            | 1 – 2                                                                  | Irlanda                                                                | Torneo Interbritannico 1935                                            | -                                                                      |                                                                        |
| 27/03/1935                                                             | Wrexham                                                                | Galles                                                                 | 1 – 3                                                                  | Irlanda                                                                | Torneo Interbritannico 1935                                            | -                                                                      |                                                                        |
| 31/10/1936                                                             | Belfast                                                                | Irlanda                                                                | 1 – 3                                                                  | Scozia                                                                 | Torneo Interbritannico 1937                                            | -                                                                      |                                                                        |
| 18/11/1936                                                             | Stoke-on-Trent                                                         | Inghilterra                                                            | 1 – 3                                                                  | Irlanda                                                                | Torneo Interbritannico 1937                                            | -                                                                      |                                                                        |
| 17/03/1937                                                             | Wrexham                                                                | Galles                                                                 | 1 – 4                                                                  | Irlanda                                                                | Torneo Interbritannico 1937                                            | -                                                                      |                                                                        |
| 23/10/1937                                                             | Belfast                                                                | Irlanda                                                                | 1 – 5                                                                  | Inghilterra                                                            | Torneo Interbritannico 1938                                            | -                                                                      |                                                                        |
| 10/11/1937                                                             | Aberdeen                                                               | Scozia                                                                 | 1 – 1                                                                  | Irlanda                                                                | Torneo Interbritannico 1938                                            | -                                                                      |                                                                        |
| 08/11/1938                                                             | Belfast                                                                | Irlanda                                                                | 0 – 2                                                                  | Scozia                                                                 | Torneo Interbritannico 1939                                            | -                                                                      |                                                                        |
| 15/03/1939                                                             | Wrexham                                                                | Galles                                                                 | 1 – 3                                                                  | Irlanda                                                                | Torneo Interbritannico 1939                                            | -                                                                      |                                                                        |
| 09/09/1944                                                             | Belfast                                                                | Irlanda                                                                | 4 – 8                                                                  | Regno Unito                                                            | Amichevole                                                             | -                                                                      | [ 1 ]                                                                  |
| 15/09/1945                                                             | Belfast                                                                | Irlanda                                                                | 0 – 1                                                                  | Inghilterra                                                            | Torneo Interbritannico 1946                                            | -                                                                      |                                                                        |
| 02/02/1946                                                             | Belfast                                                                | Irlanda                                                                | 2 – 3                                                                  | Scozia                                                                 | Torneo Interbritannico 1946                                            | -                                                                      |                                                                        |
| 04/05/1946                                                             | Cardiff                                                                | Galles                                                                 | 0 – 1                                                                  | Irlanda                                                                | Torneo Interbritannico 1946                                            | -                                                                      |                                                                        |
| Totale                                                                 |                                                                        | Presenze                                                               | 13                                                                     |                                                                        | Reti                                                                   | 0                                                                      |                                                                        |

| Cronologia completa delle presenze e delle reti in nazionale ― Irlanda | Cronologia completa delle presenze e delle reti in nazionale ― Irlanda | Cronologia completa delle presenze e delle reti in nazionale ― Irlanda | Cronologia completa delle presenze e delle reti in nazionale ― Irlanda | Cronologia completa delle presenze e delle reti in nazionale ― Irlanda | Cronologia completa delle presenze e delle reti in nazionale ― Irlanda | Cronologia completa delle presenze e delle reti in nazionale ― Irlanda | Cronologia completa delle presenze e delle reti in nazionale ― Irlanda |
| Data                                                                   | Città                                                                  | In casa                                                                | Risultato                                                              | Ospiti                                                                 | Competizione                                                           | Reti                                                                   | Note                                                                   |
| ---------------------------------------------------------------------- | ---------------------------------------------------------------------- | ---------------------------------------------------------------------- | ---------------------------------------------------------------------- | ---------------------------------------------------------------------- | ---------------------------------------------------------------------- | ---------------------------------------------------------------------- | ---------------------------------------------------------------------- |
| 17/05/1937                                                             | Berna                                                                  | Svizzera                                                               | 0 – 1                                                                  | Irlanda                                                                | Amichevole                                                             | -                                                                      |                                                                        |
| 23/05/1937                                                             | Colombes                                                               | Francia                                                                | 0 – 2                                                                  | Irlanda                                                                | Amichevole                                                             | -                                                                      |                                                                        |
| 30/09/1946                                                             | Dublino                                                                | Irlanda                                                                | 0 – 1                                                                  | Inghilterra                                                            | Amichevole                                                             | -                                                                      |                                                                        |
| 02/03/1947                                                             | Dublino                                                                | Irlanda                                                                | 3 – 2                                                                  | Spagna                                                                 | Amichevole                                                             | -                                                                      |                                                                        |
| 04/05/1947                                                             | Dublino                                                                | Irlanda                                                                | 0 – 2                                                                  | Portogallo                                                             | Amichevole                                                             | -                                                                      |                                                                        |
| Totale                                                                 |                                                                        | Presenze                                                               | 5                                                                      |                                                                        | Reti                                                                   | 0                                                                      |                                                                        |